# 章沁生
章沁生（しょう しんせい、ヂャン・チンション、1948年5月 - ）は、中華人民共和国解放軍の軍人、中国解放軍上将。一部「章泌生」との記載も見受けられる。

## 人物

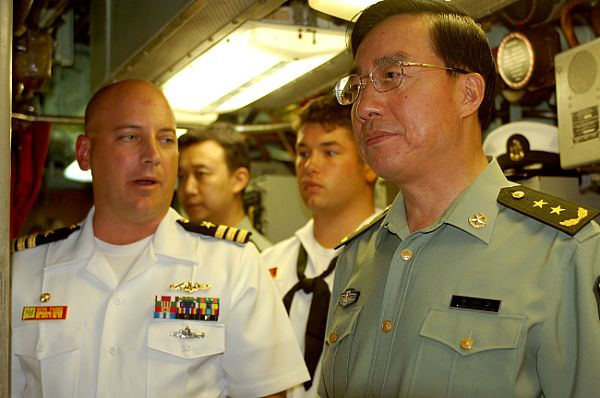
ハワイで米潜水艦を見学する章沁生（右）

山西省孝義市生まれ。中国人民解放軍国防大学教育長、参謀部作戦部長などを歴任し解放軍第一副参謀長、中国解放軍上将（大将）。
2006年11月、第7回日中当局間協議の際、久間章久防衛庁長官を表敬し、守屋武昌防衛事務次官らと意見交換。陸上自衛隊富士学校を参観。
2007年5月、台湾を「一つの中国」の枠内に封じ込める実力を確保する必要がある旨を表明した。
2012年3月、停職処分になったとの怪情報が流れた.

## 来歴
- 2006年7月　中将に昇進
- 2006年12月　参謀部副参謀長
- 2007年6月　広州軍区司令員（広州省司令長官に相当）
- 2009年12月31日　第一副参謀長
- 2010年7月19日 中国解放軍上将（大将）に昇進